# Áyios Kírikos (ort i Grekland)
Áyios Kírikos (Agios Kirykos) är en ort i Grekland.   Den ligger i prefekturen Nomós Zakýnthou och regionen Joniska öarna, i den sydvästra delen av landet, 250 km väster om huvudstaden Aten. Áyios Kírikos ligger 50 meter över havet och antalet invånare är 733. Den ligger på ön Zakynthos.
Terrängen runt Áyios Kírikos är kuperad åt sydväst, men åt nordost är den platt. Havet är nära Áyios Kírikos åt nordost.Runt Áyios Kírikos är det ganska tätbefolkat, med 78 invånare per kvadratkilometer. Närmaste större samhälle är Zákynthos, 5,7 km öster om Áyios Kírikos. Trakten runt Áyios Kírikos består till största delen av jordbruksmark.